# Artur Kaps
Artur Kaps (Viena, 1908 - Barcelona, 1974) va ser un artista de varietats austríac.
Va treballar a Barcelona des dels anys 40, com a presentador d'espectacles de revista i finalment s'hi establí, naturalitzant-se espanyol. Va formar part de la companyia Els Vienesos juntament amb còmics com Franz Joham o la vedette Hertha Frankel.
Va treballar com a realitzador de televisió en programes com Amigos del martes i va arribar a ser nomenat director de programes a Televisió Espanyola així com director artístic de la Sala Scala de Barcelona.